# Jornal da Record News
Jornal da Record News é um telejornal noturno brasileiro, produzido e exibido pela Record News de segunda a sexta-feira às 21h, e comandado por Gustavo Toledo e Camila Busnello. O primeiro apresentador foi Heródoto Barbeiro.

## O telejornal

### História

#### Pré-estreia
Visando fazer uma nova reformulação na emissora (a última foi em novembro do 2010), a direção da Record News contratou o jornalista Heródoto Barbeiro, que trabalhava na TV Cultura e na rádio CBN. Além deste, a emissora contratou e escalou para o "time" de comentaristas, nomes como Ricardo Kotscho, Daniel Castro, Cosme Rímoli, Bruno Motta, entre outros.
A princípio, cogitou-se a estreia para abril, mas foi adiada e confirmada para maio, precisamente no dia 23. A apresentação ficou definida com Heródoto Barbeiro e Thalita Oliveira, confirmada na bancada do telejornal, pouco antes da estreia.

#### Estreia
A estreia do telejornal não alterou os índices do IBOPE da Record News na faixa nobre. O noticiário registrou 0,6 ponto no IBOPE, ficando na sétima posição.

#### Pós-estreia
Em seu segundo dia de exibição, o telejornal registrou 0,1 de média.
Durante os Jogos Pan-Americanos de 2011, o telejornal foi transmitido direto de um estúdio de 750m², montado pela Rede Record, no centro de imprensa de Guadalajara no México. Nos Jogos Olímpicos de Verão de 2012, assim como em Guadalajara no ano anterior, o Jornal da Record News foi transmitido diretamente de Londres.
Thalita Oliveira deixou a bancada do telejornal no fim de 2011. Andrea Beron assumiu em seu lugar.
Em abril de 2012, Bruno Motta deixou a emissora. O comentarista Roberto Macedo também saiu da Record News.
Sete meses depois, em novembro, em um grande corte de funcionários, a apresentadora Andrea Beron foi demitida. Heródoto Barbeiro seguiu como editor chefe e apresentador.
No dia 21 de outubro de 2014, o JRNews completou 900 edições e obteve a maior audiência do ano, ficando em quarto lugar na sua faixa de exibição. Na ocasião, o ministro da Fazenda Guido Mantega foi entrevistado nos estúdios da emissora na Barra Funda.
Em março de 2021, foi anunciado que Augusto Nunes seria o novo apresentador e Barbeiro passaria a ser comentarista, deixando de ser âncora após 10 anos.Em julho, foi confirmado que Camila Busnello faria parte da bancada do telejornal junto a Augusto Nunes cuja estreia foi no dia 19. Além disso, o noticiário ganhou nova vinheta, pacote gráfico e cenário. No dia 21, Augusto se afastou temporariamente do jornal, alegando razões pessoais. Depois, no dia 26, pediu para sair definitivamente do telejornal. Em seu lugar, assumiu Gustavo Toledo, que vinha apresentando o telejornal por conta do home office de Heródoto Barbeiro.

### Prêmios
- Em 2012, ficou em 2º lugar no 9º Prêmio ABECIP de Jornalismo na categoria: "Responsabilidade social na construção civil e educação financeira"[17].

### Formato
Segue o padrão analítico, contando com a participação de comentaristas e convidados que discutem sobre política, economia, saúde, esportes, midias e tecnologia. O telejornal é exibido também pela internet exclusivamente pelo Portal R7, e durante os intervalos comerciais, continua a ser exibido. Nesses momentos, os comentaristas e convidados do dia tem a oportunidade de conversar um pouco mais.
Na estreia, o Jornal da Record News entrava no ar 10 minutos antes da televisão pelo Portal R7 e continuava no ar por mais 10 minutos após o encerramento na TV. Atualmente, inicia por volta das 20h30 e conta com a apresentação musical ao vivo de um artista ou grupo convidado. Ao final do noticiário, a apresentação musical é brevemente reapresentada na TV, e continua a ser exibida pela internet após o término da transmissão na TV.
Considerado um jornal transmídia, pois está simultamente em duas plataformas: pela Record News e pelo Portal R7 e YouTube. Além disso, conta com a interatividade das redes sociais, mantendo perfis no Twitter e Facebook.

#### Talentos JR News
De segunda a sexta-feira, por volta das 20h20, era transmitido pelo Portal R7, uma apresentação musical, na qual, já se apresentaram mais de 800 artistas, dentre eles, alguns grandes nomes da música brasileira, como Guilherme Arantes, Erasmo Carlos, Dominguinhos, Renato Teixeira e Biquini Cavadão. Destaque para a informalidade da entrevista guiada pelo âncora do jornal, Heródoto Barbeiro, e as imagens de bastidores exibidas pela internet no Portal R7.

#### TV Pindorama
A TV Pindorama era uma charge exibida às sextas-feiras. Tratava-se de um resumo com as principais notícias da semana. Eram utilizadas imagens do filme Policarpo Quaresma, Herói do Brasil (inspirado na obra Triste Fim de Policarpo Quaresma de Lima Barreto), na charge, eram intercaladas, imagens dos acontecimentos da semana com comentários do personagem Policarpo, um nacionalista exacerbado.
A primeira exibição ocorreu em 12 de julho de 2013.

## Apresentação

### Apresentador
- Gustavo Toledo
- Camila Busnello

### Apresentadores eventuais
- Salcy Lima
- Giovanna Risardo

### Ex-apresentadores
- Heródoto Barbeiro
- Andrea Beron
- Augusto Nunes[24]
- Thalita Oliveira

### Comentaristas
- Heródoto Barbeiro

### Ex-Comentaristas
- Álvaro José (Esporte)
- Adib Jatene (Saúde)[25]
- Beth Goulart (Cultura)[26]
- Bruno Motta (Humor)[27]
- Cosme Rímoli (Esporte)
- David Uip (Saúde)[28]
- Daniel Castro (Mídia e TV)[29]
- José Eduardo Savóia (Esporte)
- Nirlando Beirão (Política)
- Ricardo Kotscho (Política)
- Richard Ryetnband (Economia)
- Roberto Macedo (Economia)
- Rubens Ewald Filho (Cinema)[30]
- Rosana Hermann (Tecnologia, Redes Sociais e Internet)[31]